# Règlement 45-106 sur les dispenses de prospectus
En droit des affaires québécois, le Règlement 45-106 sur les dispenses de prospectus est un règlement important qui établit une dispense d'émetteur fermé pour les petites et moyennes sociétés qui veulent éviter le régime réglementaire des sociétés faisant affaires avec le public de la Loi sur les valeurs mobilières, lequel exige la publication d'un prospectus et un régime d'information continue.  
Le marché dispensé est un marché financier créé au Canada, qui permet la distribution de valeurs mobilières sans prospectus à certains investisseurs. Ce marché est régi par le règlement 45-106 sur les Dispenses de Prospectus et d’Inscription. Afin de pouvoir bénéficier de l’exemption, un émetteur doit :
- émettre une notice d’offre ;
- distribuer seulement aux investisseurs qualifiés et admissibles ;
- distribuer aux parents, amis et partenaires ;
- distribuer pour 150 000 $ et plus par transaction.

Les valeurs mobilières du marché dispensé peuvent impliquer un risque plus élevé. Il n’y a pas de marché établi pour l’échange de ces valeurs mobilières, elles ne sont donc pas liquides.
Au Québec, afin de distribuer des valeurs mobilières du marché dispensé, le courtier doit compléter l’examen du Cours sur le commerce des valeurs mobilières au Canada de CSI et être inscrit à la Base de données nationale d’inscription (BDNI). Le commerce de valeurs mobilières est une compétence provinciale qui, au Québec, est régi par l’Autorité des marchés financiers (AMF).